# Dlouhá Lhota (zámek)
Dlouhá Lhota je zámek ve stejnojmenné vesnici v okrese Příbram ve Středočeském kraji. Založen byl v šestnáctém století některým z příslušníků rodu Bechyňů z Lažan. Později byl upraven v barokním slohu, ale dochovaná podoba je výsledkem klasicistních úprav. Zámecký areál slouží jako hotel a je chráněn jako kulturní památka.

## Historie
Dlouhá Lhota bývala až do začátku šestnáctého století součástí pičínského panství. Po smrti Oldřicha Bechyněho z Lažan bylo panství v roce 1515 rozděleno, a Dlouhá Lhota s Drásovem připadla Mikulášovi Bechyněmu z Lažan. Buď přímo on nebo některý z nástupců ve vsi založil panské sídlo, kterým byla renesanční tvrz. Statek po Mikulášovi převzal Václav mladší Bechyně z Lažan. Ještě před svou smrtí jej přenechal roku 1599 synům Janovi a Davidovi, kteří měli vyplatit podíl třetího bratra Abrahama ve výši pěti tisíc kop míšeňských grošů.
David s Janem se rozdělili, takže Jan získal Pnětluky a David dostal Dlouhou Lhotu, kterou opět připojil k Pičínu. Davidův syn Mikuláš starší Bechyně z Lažan v roce 1630 prodal Dlouhou Lhotu s tvrzí, dvorem a vsí Drásov Juditě Bechyňové z Lažan na Bohosticích. V prodejní smlouvě se nachází první písemná zmínka o tvrzi. Judita zemřela nejspíše v roce 1656 a svůj majetek předtím odkázala dcerám Anežce (provdané Vratislavové), Mandaléně Markétě a Evě Kateřině. Ty ještě téhož roku panství prodaly Saloméně Veronice Bechyňové z Račína a na Týništi, manželce jejich bratra Kašpara Maxmiliána († 1673). Statek byl v té době poničen vojenskými událostmi, a tvrz byla dokonce vypálená.

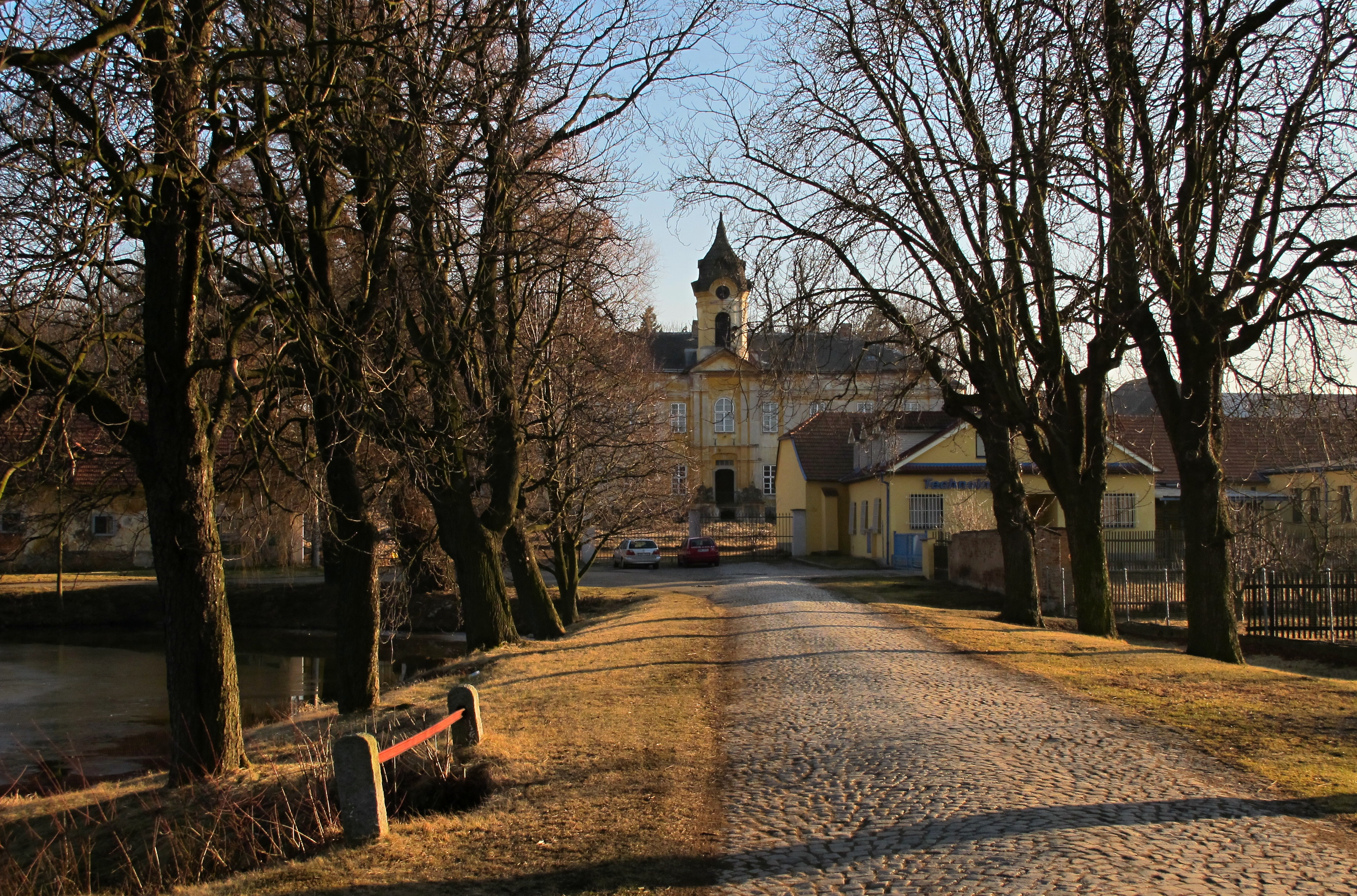
Zámecký areál od severu

Potomci Kašpara Maxmiliána a Salomény Veroniky statek vlastnili přibližně do poloviny osmnáctého století. Patřili k nim syn Ludvík Ignác († 1719), vnuk Ignác Humprecht († 1742) a jeho synové Jan Václav a Ignác Ludvík Bechyňové z Račína. Poslední dva se zadlužili natolik, že museli statek prodat benediktýnům od kostela svatého Mikuláše na Starém Městě. Ještě předtím, nejspíše už v sedmnáctém století, Bechyňové z Račína přestavěli starou tvrz na barokní zámek. Naproti tomu některé stavební znaky (dispozice, valené klenby v některých přízemních místnostech a přízemní prostory správcovského domu) naznačují, že přestavba proběhla v pokročilé fázi osmnáctého století.
Řádu zámek patřil do roku 1773, kdy jej koupila Růžena Stenzová, rozená Pecheová. Dalšími majiteli byli roku 1828 Jindřich August Leibniz, hrabě Jan Antonín Harbuval-Chamaré a od roku 1838 kníže Rudolf Colloredo-Mannsfeld, který Dlouhou Lhotu připojil k Dobříši. Koncem osmnáctého století proběhly stavební úpravy, při kterých zámecká budova získala klasicistní charakter. Na projektu této přestavby se určitou měrou podílel pražský architekt František Heger. Další pozdně klasicistní přestavby (vestibul, schodišťová hala v patře) proběhly během první poloviny devatenáctého století a po nich následovaly různé neslohové úpravy.
Ve druhé polovině dvacátého století zámek využívalo jednotné zemědělské družstvo k ubytování zaměstnanců a jako kancelářské prostory. V budově sídlil také místní národní výbor a oddělení veřejné bezpečnosti. Ve velkém sále se konaly společenské události. Ve 21. století byl zámek včetně přilehlého parku a bývalého hospodářského areálu zrekonstruován a slouží jako hotel.

## Stavební podoba

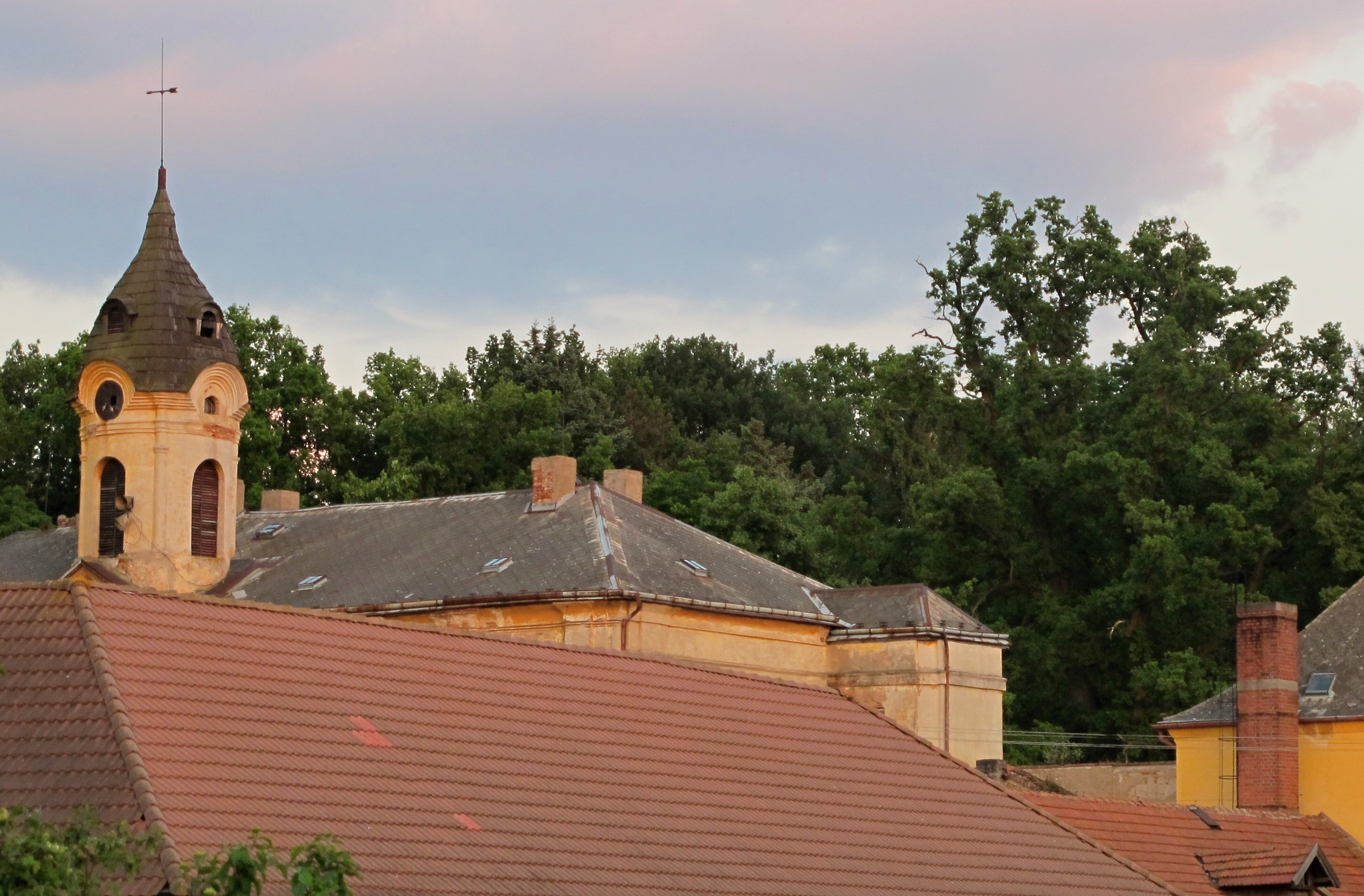
Dub vladyky Bavora

Zámecký areál leží na mírném svahu na jižním okraji vesnice. Hlavní zámecké budova je jednopatrová, má přibližně obdélný půdorys a průčelí zdůrazněné středovým jednoosovým rizalitem, který je zakončen trojúhelníkovým štítem, z něhož vybíhá okrouhlá věž. V rizalitu se nachází vstup, ke kterému vede oboustranné schodiště zdobené dvojicí vojenských emblémů a klasicistní mříží mezi nimi. Fasádu budovy zdobí vysoký pilastrový řád. U boční strany budovy stojí přístavek s arkádami s pilastry, trojúhelníkovým štítem nad střední arkádou a s nízkou atikou.
V suterénu se dochovaly klenuté sklepy, které mohou být pozůstatkem renesanční tvrze. Přízemní prostory jsou zaklenuté valenými klenbami s lunetami a pilastry (Emanuel Poche zde uvádí plackové klenby oddělené dvojicemi pásů, které sbíhají na římsové pilastry.). Klenutá je i chodba v prvním patře, ale ostatní prostory v něm mají ploché stropy.
Zámek je součástí areálu, ke kterému patří bývalý hospodářský dvůr a park, jejichž podoba vychází z přestaveb v polovině osmnáctého století, ale hospodářské budovy jsou o století mladší. Do dvora se vjíždělo dvojicí už zaniklých bran na severní straně. Hlavní zámecká budova s přístavkem pro služebnictvo stojí na jižním okraji dvora. Navazuje na ni brána do parku a dále směrem k západu správcovský dům. Na něj se napojují další provozní budovy, které sloužily jako chlévy, koňské stáje, kočárovna, vozovna a sýpka. Původně k zámku patřily i hospodářské budovy západně od nádvoří a na část z nich se vztahuje památková ochrana. Prostranství mezi nimi se využívá jako odstavná plocha zemědělské techniky. Průmyslové novostavby, které přiléhají k budově bývalých stájí, byly postaveny v devadesátých letech dvacátého století.
Jižně od zámku se rozkládá zámecký park obehnaný zdí, v jejímž jihozápadním nároží stojí malý altán. V parku roste 27 metrů vysoký dub letní s obvodem kmene 512 centimetrů, který je pod názvem Dub vladyky Bavora chráněn jako památný strom.